# Gastón Szabo
Pas d'image ? Cliquez ici

a Compétitions nationales et continentales officielles uniquement.

b Matchs officiels uniquement.
Gaston Szabo (né le 20 novembre 1984 à Montevideo, Uruguay) est un joueur uruguayen de rugby à XV jouant au poste de pilier. Il mesure 1,90 m pour 114 kg.